# In Limbo (canción de Radiohead)
«In Limbo» es la séptima canción del aclamado álbum Kid A, de la banda británica de rock, Radiohead.

## Canción
La palabra "limbo" es una palabra religiosa que significa "entre el cielo y el infierno". El cantante Thom Yorke ha dicho que la canción trata de "cuando te vas y regresas". También se le ha interpretado que trata sobre una persona egocéntrica, ciega por su ego, y no ven claramente.
La canción además, posee una letra bastante minimalista, por lo que se le clasifica como post-rock, y una melodía tranquila en un riff de bajo.  